# Montenescourt
Montenescourt è un comune francese di 443 abitanti situato nel dipartimento del Passo di Calais nella regione dell'Alta Francia.
Nel territorio comunale si trova la sorgente del fiume Gy.

## Società

### Evoluzione demografica
Abitanti censiti